# Řikonín

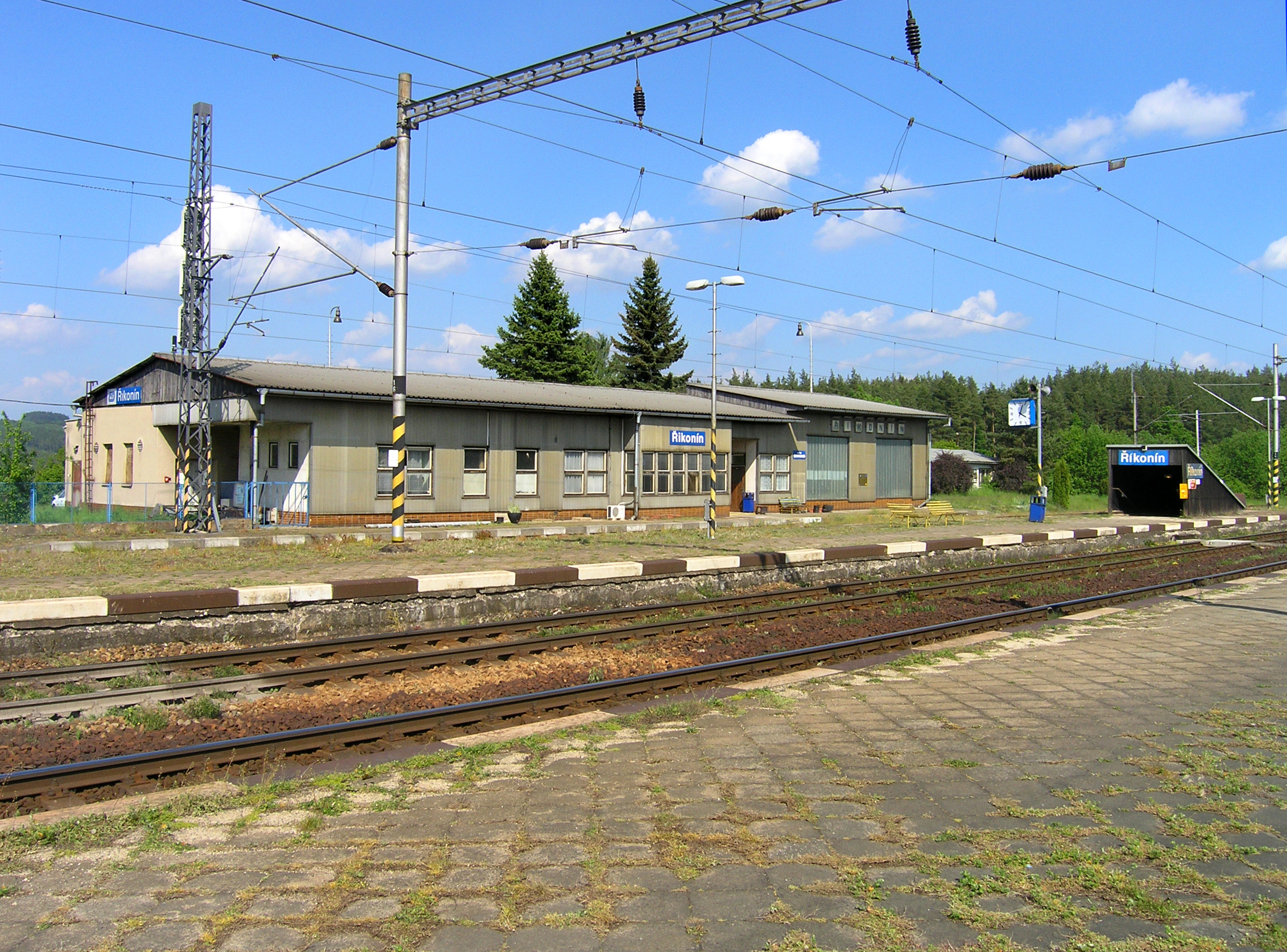
Bahnstation Řikonín, oberhalb des Dorfes

Řikonín (deutsch Rikonin, früher Rzikonin) ist eine Gemeinde in Tschechien. Sie liegt neun Kilometer westlich von Tišnov und gehört zum Okres Brno-venkov.

## Geographie
Řikonín befindet sich in der Böhmisch-Mährischen Höhe linksseitig der Libochovka in einem kleinen Seitental. Südwestlich erhebt sich der Chochol (512 m). Nördlich des Dorfes verläuft die Bahnstrecke Brno-Havlíčkův Brod.
Nachbarorte sind Tišnovská Nová Ves, Skryje, Boudy und Vrbka im Norden, Kaly im Nordosten, Újezd u Tišnova im Osten, Chytálky und Falcov im Südwesten, Kuřimské Jestřabí und Kuřimská Nová Ves im Süden, Kutiny und Lubné im Südwesten, Rojetín im Westen sowie Ostrov im Nordwesten.

## Geschichte
Die erste schriftliche Erwähnung des Dorfes erfolgte im Jahre 1230.
Nach der Aufhebung der Patrimonialherrschaften bildete Řikonín ab 1850 eine Gemeinde im Brünner Bezirk und Gerichtsbezirk Tischnowitz. Seit 1896 gehörte die Gemeinde zum neu gebildeten Bezirk Tischnowitz. Zwischen 1939 und 1953 erfolgte oberhalb des Dorfes der Bau der zweigleisigen Eisenbahnstrecke von Brno nach Havlíčkův Brod. Zum Ende des Zweiten Weltkrieges wurde in Kutiny ein Kriegsgefangenenlager eingerichtet, dessen Insassen in den unter dem Decknamen Diana angelegten unterirdischen Fertigungsanlagen für den Flugzeugbau arbeiten mussten.
Die Baracken des Lagers Kutiny wurden nach Kriegsende zu Erholungsobjekten umgebaut. Nach der Auflösung des Okres Tišnov kam das Dorf mit Beginn des Jahres 1961 zum Okres Žďár nad Sázavou. Seit Beginn des Jahres 2005 gehört die Gemeinde Řikonín zum Okres Brno-venkov. Gepfarrt ist das Dorf zur Kirche in Dolní Loučky.

## Gemeindegliederung
Für die Gemeinde Řikonín sind keine Ortsteile ausgewiesen.

## Sehenswürdigkeiten
- Kapelle des hl. Ägidius, am Dorfplatz
- Wallfahrtskapelle der Jungfrau Maria, westlich des Dorfes auf einem Hügel, die darin befindliche Madonna von Řikonín wurde im 17. Jahrhundert geschaffen
- Eisenbahnviadukt von Kutiny, südwestlich von Řikonín an der Libochovka

## Bilder

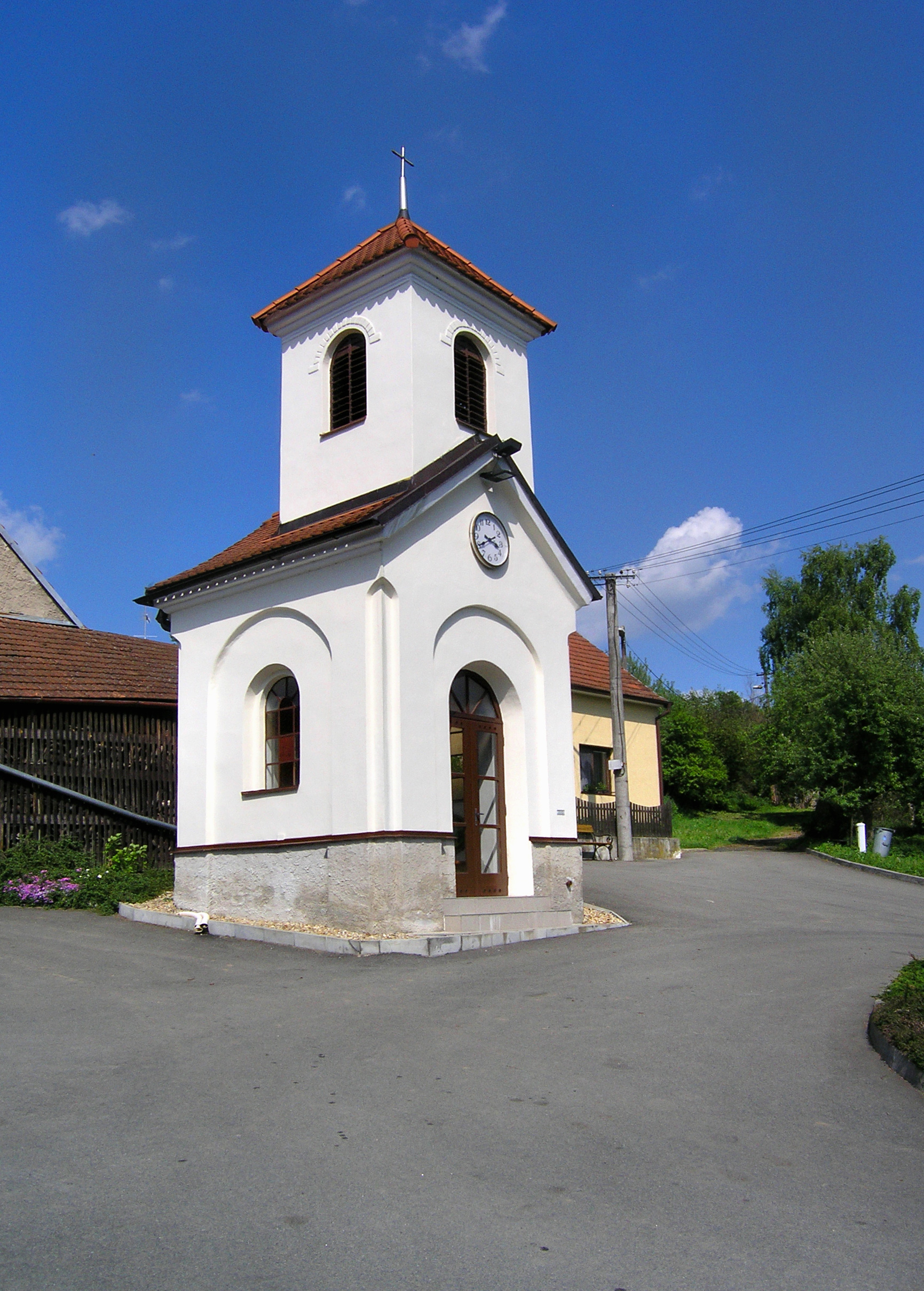
Kapelle am Dorfplatz
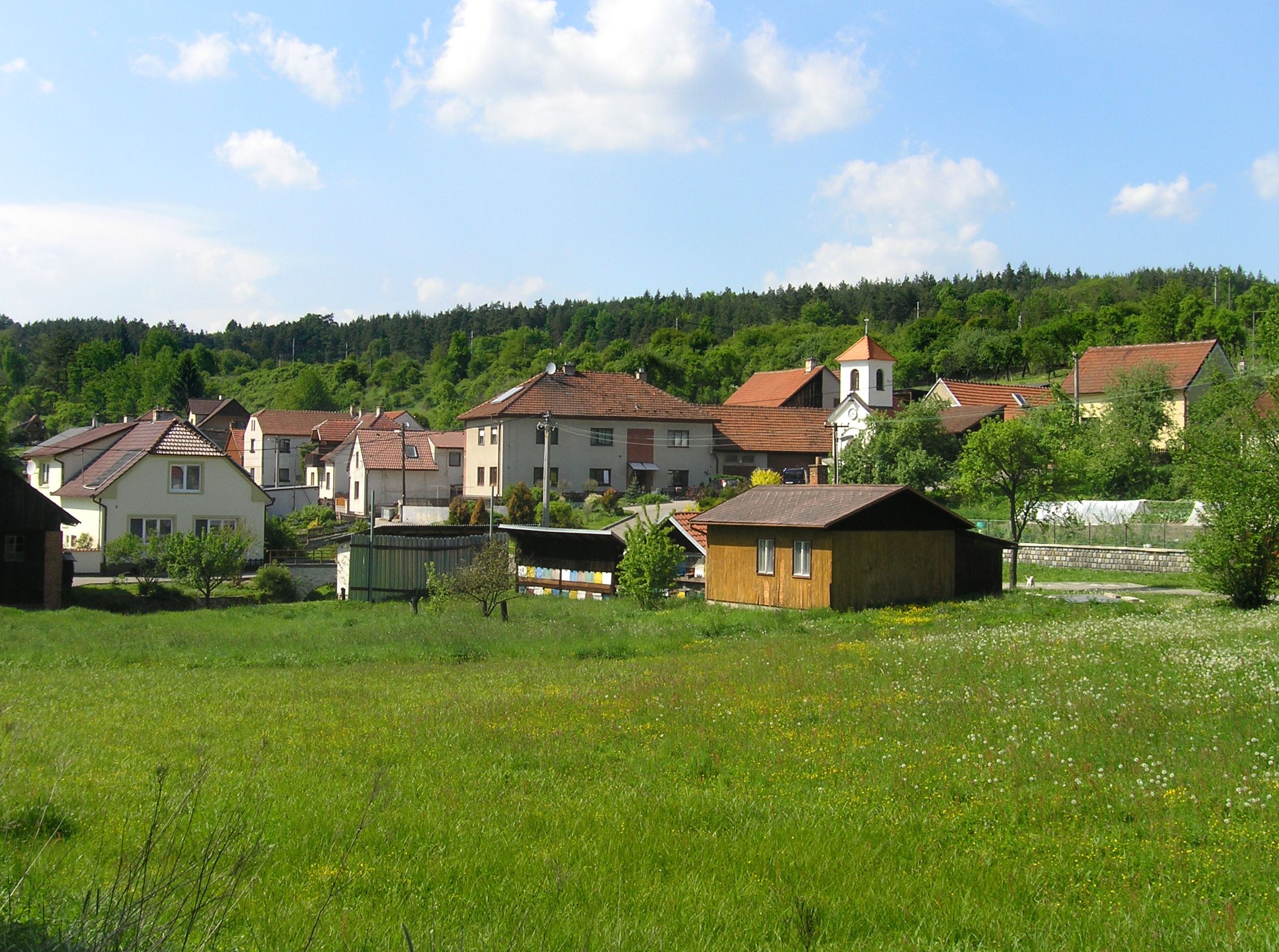
Das Dorf